# تامسونیت
تامسونیت  (به انگلیسی: Thomsonite) با فرمول شیمیایی NaCa2[Al5 Si5 O20].6H2O از مجموعه کانی هاست و از نام کاشف اسکاتلندی آن تامسون T.Thomson گرفته شده‌است. محلول در HCl - در حرارت شعله ذوب می‌شود. Na2O:۲٫۴۲٪  CaO:۱۹٫۷۴٪  Al2O۳:۲۹٫۹۱٪  SiO۲:۳۵٫۲۵٪  H2O:۱۲٫۶۸٪  برای اولین بار در چک اسلواکی کشف شد.
تامسونیت از نظر شکل بلور: قرصی شکل - منشوری - سری‌های طولی، رنگ: سفید - زرد - متمایل به قرمز، شفافیت: شفاف - نیمه شفاف، شکستگی: نامنظم، جلا: شیشه‌ای، رخ: کامل- مطابق با سطح و ضعیف- مطابق با سطح، سیستم تبلور: اورتورومبیک و در رده‌بندی سیلیکات است همچنین خاصیت مغناطیسی ندارد و منشأ تشکیل آن آب‌گرمایی - بعد از آتشفشانی است.
همایند کانی‌شناسی (پارانژ) آن واکنش‌های شیمیایی و اشعه X ناترولیت- زئولیت‌های دروغین- کلسیت و غیره‌است، از نظر ژیزمان بلوری - آگرگات شعاعی فشرده یافت می‌شود.

## منبع
- پردیس کشاورزی ایران